# مک‌دانل داگلاس سی-۹
مک‌دانل داگلاس سی-۹ (به انگلیسی: McDonnell Douglas C-9) یک هواگرد ساختِ کارخانهٔ مک‌دانل داگلاس در کشور ایالات متحده آمریکا است . نخستین استفاده‌کنندهٔ این هواگرد نیروی هوایی ایالات متحده آمریکا بوده‌است.